# River Forest (Indiana)
River Forest és una població dels Estats Units a l'estat d'Indiana. Segons el cens del 2000 tenia 28 habitants.

## Demografia
Segons el cens del 2000, River Forest tenia 28 habitants, 10 habitatges, i 8 famílies. La densitat de població era de 540,5 habitants/km².
Dels 10 habitatges en un 30% hi vivien nens de menys de 18 anys, en un 80% hi vivien parelles casades, en un 0% dones solteres, i en un 20% no eren unitats familiars. En el 20% dels habitatges hi vivien persones soles el 20% de les quals corresponia a persones de 65 anys o més que vivien soles. El nombre mitjà de persones vivint en cada habitatge era de 2,8 i el nombre mitjà de persones que vivien en cada família era de 3,25.
Per edats la població es repartia de la següent manera: un 28,6% tenia menys de 18 anys, un 3,6% entre 18 i 24, un 14,3% entre 25 i 44, un 32,1% de 45 a 60 i un 21,4% 65 anys o més.
L'edat mediana era de 50 anys. Per cada 100 dones de 18 o més anys hi havia 81,8 homes.
La renda mediana per habitatge era de 110.555 $ i la renda mediana per família de 110.555 $. Els homes tenien una renda mediana de 100.000 $ mentre que les dones 26.250 $. La renda per capita de la població era de 37.421 $. Cap de les famílies estaven per davall del llindar de pobresa.

## Poblacions més properes
El següent diagrama mostra les poblacions més properes.